# God Save the King
"God Save the King" (alternativamente "God Save the Queen") é o hino nacional britânico, tendo função semelhante também nos países correspondentes aos Reinos da Comunidade de Nações, além das dependências e territórios britânicos ultramarinos.
O autor da música é desconhecido, mas cogita-se ter sido composta por John Bull, em 1619. As palavras e o título são adaptados conforme o gênero do atual monarca do Reino Unido, optando-se entre as palavras "rei" (king) e "rainha" (queen), "ele" (he/him) e "ela" (she/her), e assim por diante, conforme o caso.
God Save the King é o hino nacional de facto britânico e dos territórios britânicos ultramarinos. É um dos dois hinos nacionais da Nova Zelândia (desde 1977) e de vários territórios da Grã-Bretanha que têm o seu próprio hino local adicional. É o hino real da Austrália, Canadá (desde 1980), Belize, Papua-Nova Guiné, Tuvalu, Ilhas Salomão, e de várias nações caribenhas independentes: Baamas, Jamaica, Granada, Antígua e Barbuda, São Cristóvão e Névis, São Vicente e Granadinas, Turcas e Caicos e Santa Lúcia.
Mesmo em alguns países que não fizeram parte do Império Britânico, a melodia de God Save the King forneceu a base para várias canções patrióticas, geralmente ligadas com a cerimônia real, tal como o hino real da Noruega e o hino nacional de Listenstaina. Nos Estados Unidos, a música é utilizada como base de um hino patriótico chamado "My Country, 'Tis of Thee", que já foi considerado como um dos dois hinos nacionais de facto, antes da adoção oficial do hino atual.
A versão tradicional do hino é composta por duas estrofes de sete versos cada; até o século XIX, o hino era cantado em três estrofes, porém a segunda caiu em desuso no século XIX, por ter um tom marcadamente beligerante. Desde a sua primeira publicação, em 1745, versos diferentes foram adicionados e subtraídos esporadicamente, e, ainda hoje, diversas publicações incluem seleções variadas de versos em várias ordens diferentes. Em geral, apenas o primeiro verso é cantado; às vezes dois versos são cantados; e em raras ocasiões, três.  Além disso, já foram apresentadas diversas sugestões para novas estrofes e novas versões, algumas compostas por poetas, outra por um clérigo, e até mesmo uma de um gabinete ministerial.
O soberano e sua consorte são saudados com o hino inteiro, enquanto que os outros membros da família real que têm direito à Saudação Real (como o Príncipe de Gales) recebem apenas os primeiros seis compassos. Esses primeiros seis também fazem parte da saudação dada aos governadores de territórios britânicos ultramarinos, bem como da saudação ao vice-rei ou governador-geral nos Reinos da Comunidade de Nações além do Reino Unido (por exemplo, no Canadá, em que o governador-geral é saudado em eventos oficiais com a primeira estrofe de "God Save the King", seguindo-se os quatro primeiros e quatro últimos compassos de "O Canada").

## História
Embora o hino tenha sido publicado pela primeira vez em 1744, há evidências variadas que indicam uma data mais antiga para sua composição. Na obra The Oxford Companion to Music, o pesquisador Percy Scholes dedica cerca de quatro páginas a este assunto, apontando as semelhanças com um início de uma melodia de cantochão, embora o ritmo seja muito parecido com o de uma galharda, e dá exemplos de várias músicas de dança que têm uma semelhança impressionante com God Save the King.
Scholes cita uma partitura do compositor John Bull (1619), que tem algumas semelhanças com a música moderna, dependendo da colocação de acidentes que na época não eram escritos em certos casos e deixados ao critério do tocador (ver música ficta).
O referido autor também aponta semelhanças encontradas em várias peças do compositor inglês Henry Purcell, uma das quais inclui as notas de abertura da canção atual, prevista para as palavras "God Save the King".

Além de Purcell, o compositor alemão Georg Friedrich Händel, radicado na Grã-Bretanha, usou a melodia como tema de variação em um movimento (sarabanda) de sua Suíte nº4 em Mi menor, HWV 429, composta antes do ano de 1720.
Não obstante, estudiosos do século XIX e comentaristas mencionam a crença generalizada de que uma velha canção escocesa, "Remember O Thou Man" foi a fonte da música.
A primeira versão publicada do que é quase a melodia atual apareceu em 1744 no Musicus Thesaurus. A versão de 1744 da música foi popularizada na Escócia e na Inglaterra no ano seguinte, com o desembarque de Carlos Eduardo Stuart e foi publicado na revista The Gentleman's Magazine.
A análise de Scholes inclui menções de reivindicações "insustentáveis" e "duvidosas". Algumas delas são:
- O francês Marquise de Créquy escreveu em seu livro "Souvenirs" que a música Grand Dieu Sauve Le Roi foi escrita por Jean-Baptiste Lully[13] em gratidão pela sobrevivência de Luís XIV da França depois de uma delicada operação cirúrgica.[14] Lully melodiou as palavras da Duquesa de Brinon para formar a música e Créquy afirma a melodia mais tarde foi plagiada por Händel. Traduzida em latim com o nome de Domine, Salvum Fac Regém, tornou-se o hino francês até 1792. .[15] Depois da Batalha de Culloden, a dinastia de Hanôver supostamente teria adotado esta melodia como  hino britânico.
- James Oswald é um possível autor de Thesaurus Musicus, e isso pode ter desempenhado um papel na história da música, mas não é um candidato forte o suficiente para ser citado como o compositor da melodia.
- Dr. Henry Carey: Scholes refuta essa atribuição, em primeiro lugar, com o fundamento de que Carey nunca fez tal afirmação. Em segundo lugar, quando o pedido de reconhecimento foi feito pelo filho de Carey (no final de 1795), foi acompanhada por um pedido de pensão do governo britânico a esse respeito. Em terceiro lugar, o mais jovem dos Carey afirmou que seu pai tinha escrito partes dela em 1745, apesar do Carey mais velho tenha vindo a morrer em 1743. Também foi alegado que o trabalho foi tocado pela primeira vez publicamente por Carey durante um jantar em 1740 em honra do almirante Edward "Grog" Vernon, que havia capturado um navio espanhol.

Scholes recomenda a atribuição "tradicional" ou "tradicional; mais antiga versão conhecida por John Bull (1562-1628)". O English Hymnal (editor musical Ralph Vaughan Williams) não dá nenhuma atribuição, afirmando apenas “século XVII ou XVIII”.

## Uso no Reino Unido

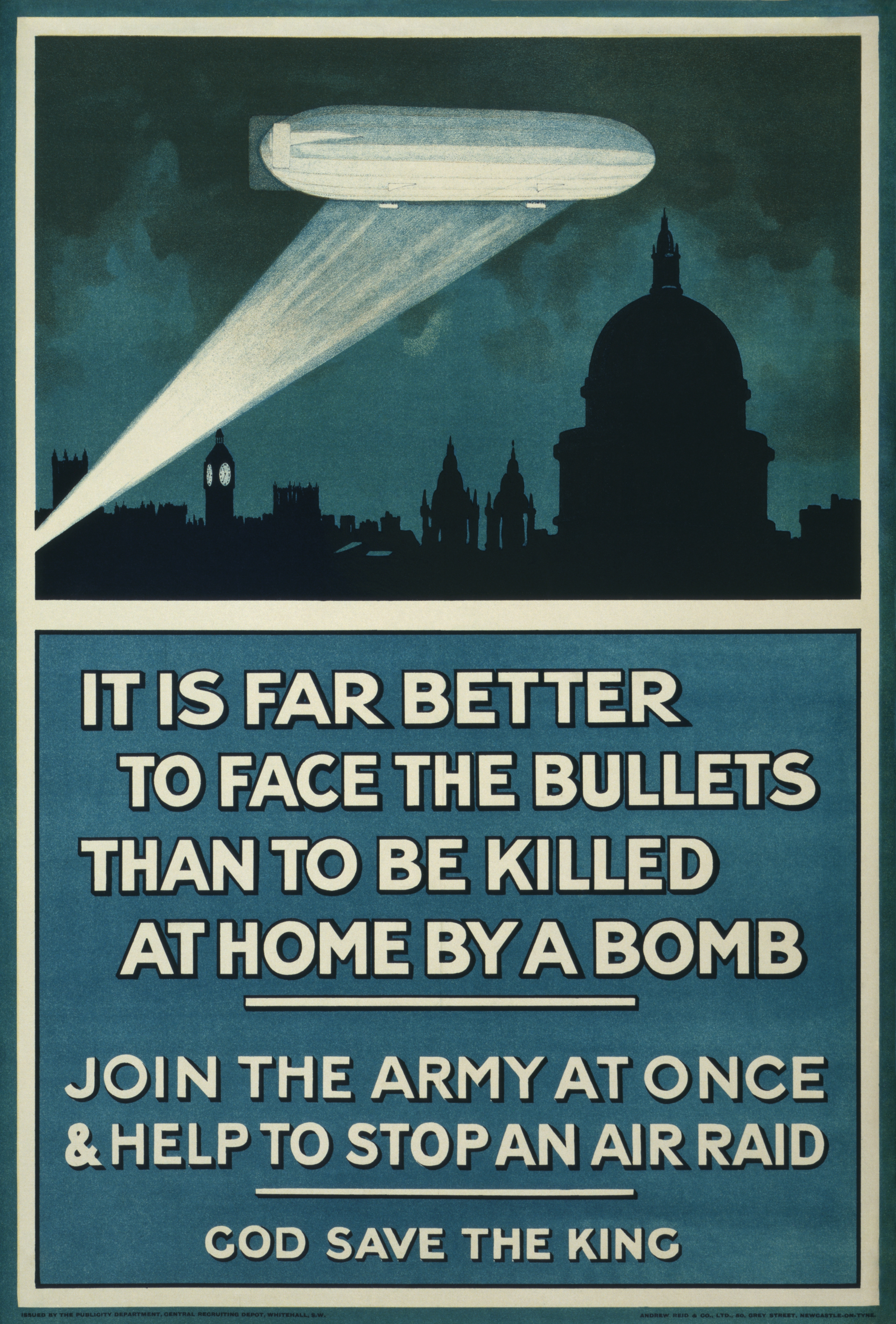
A frase "God Save the King" permanece nos cartazes de solicitação do exército nas forças da nação.

"God Save the King" é o hino nacional do Reino Unido da Grã-Bretanha e Irlanda do Norte. Como muitos aspectos da vida constitucional britânica, o seu estatuto oficial deriva do costume e uso, não de proclamação Real ou lei do Parlamento. Em geral apenas um ou dois versos são cantados, mas em raras ocasiões, três. A variação na Grã-Bretanha das letras de "God Save the King" é a mais antiga entre as que são atualmente utilizadas, e forma a base sobre a qual todas as outras versões utilizadas em todo a Comunidade das Nações são formados, embora, mais uma vez, as palavras tenham variado ao longo destes anos.

### Letras na Grã-Bretanha
A frase "God Save the King" é muito mais antiga do que a música, aparecendo, por exemplo, várias vezes na Bíblia do Rei Jaime.Zadoque, o Sacerdote possui base nos versículos da bíblia, "...E todas as pessoas rejubilaram, e disseram: Deus salve o Rei! Vida longa ao Rei! Que o rei viva para sempre, Amém", sendo cantado em toda Coroação do monarca britânico desde o Edgar da Inglaterra em 973. Scholes afirma que em 1545 "God Save the King" era uma senha da Marinha Real Britânica, com a resposta sendo "Long to reign over us". Também observa que a oração lida nas igrejas em aniversários da Conspiração da Pólvora inclui palavras que poderiam ter feito parte da base para o segundo verso "Scatter our enemies... assuage their malice and confound their devices".
Em 1902, o músico William Hayman Cummings, citando correspondências de meados do século XVIII entre Charles Burney e Sir Joseph Banks, propôs que as palavras foram baseados em um verso latino composto por Jaime II da Inglaterra na Capela Real.
| “ | O Deus Optime Salvum nunc facito Nostrum Regém; Sic laeta victoria Vem et gloria Salvum jam facito Tu Dominum | ” |

#### Versão padrão no Reino Unido
Não há versão definitiva das letras. No entanto, a versão que consiste nos três versos reproduzidos na caixa amarela no lado direito tem sido considerada como a versão "padrão" britânica, aparecendo não só na Gentleman's Magazine de 1745, mas também em publicações como The Book of English Songs: From the Sixteenth to the Nineteenth Century (1851), National Hymns: How They Are Written and How They Are Not Written (1861), Household Book of Poetry (1882), e Hymns Ancient and Modern, Revised Version (1982).  Multidões inglesas (por exemplo, em jogos da seleção nacional de futebol) às vezes cantam "God save our Queen/King", em vez de "God save the Queen/King."
A mesma versão com o versículo dois omitido aparece em publicações como Scouting for boys (1908), e no site da monarquia do Governo britânico, "Monarchy Today".  No jubileu de Ouro da rainha, na festa no concerto do palácio, o rei Carlos III, então Príncipe de Gales, referiu-se em seu discurso ao "politicamente incorreto segundo verso" do hino nacional.
De acordo com o "Rule, Britannia," de Alan Michie que foi publicado em 1952 após a morte do rei Jorge VI do Reino Unido, mas antes da coroação da rainha Isabel II, a primeira Assembleia Geral da ONU foi realizada em Londres, em janeiro de 1946, e o Rei, em honra da ocasião, "ordenou que a beligerante e imperiosa segunda estrofe de 'God Save the King' deveria ser reescrita para trazê-la mais para o espírito da fraternidade das nações."
No Reino Unido, o primeiro verso é o único verso cantado normalmente, mesmo em ocasiões oficiais; embora o terceiro verso seja cantado em raras ocasiões, e, geralmente, no Last Night of the Proms. Na  cerimônia de encerramento dos Jogos Olímpicos de Pequim de 2008, o quarto verso da letra alternativa de William Edward Hickson foi cantada em vez do terceiro verso.

#### Versões britânicas alternativas
Existiram várias tentativas para melhorar a música ao reescrever as palavras da letra. No século XIX houve um debate animado sobre o hino nacional. Notavelmente, surgiu a questão sobre a frase "scatter her enemies". Alguns pensaram que para melhor colocar a ênfase no respectivo poder do Parlamento e da Coroa seria bom mudar "her" para "our"; outros mostraram que a teologia mostrava-se duvidosa e queriam inserir a palavra "thine". Sydney G.R. Coles escreveu uma versão completamente nova, assim como Canon FK Harford. Em 1836, William Edward Hickson escreveu quatro versos alternativos. O primeiro, o terceiro e o quarto destes versos são acrescentados ao hino nacional no Hinário Inglês.

##### Versão alternativa de William Hickson
A versão alternativa de William Hickson (1836) inclui os seguintes versos, dos quais o primeiro, o terceiro e o quarto têm alguma semelhança como eles são acrescentados ao hino nacional no Hinário Inglês. O quarto verso foi cantado após o primeiro verso tradicional para o King's Golden Jubilee National Service of Thanksgiving em 2002, e durante o hasteamento da bandeira da união durante a cerimônia de encerramento dos Jogos Olímpicos de 2008.

##### Versão oficial da paz
Uma versão menos militarista da canção, intitulada "Official peace version, 1919", foi publicada pela primeira vez no livro de hinos Songs of Praise em 1925. Esta era "oficial" no sentido de que foi aprovado pelo Mais Honorável Conselho Privado de Sua Majestade em 1919. No entanto, apesar de ter sido reproduzido em alguns outros livros de hino, é uma versão pouco conhecida atualmente.

#### Versos adicionais históricos
Por volta de 1745, o sentimento antijacobita foi capturado em um verso anexado à música, com uma oração para o sucesso do exército do Marechal de campo George Wade, até em então sitiado perto de Newcastle. Esta versão não aparece publicada na Gentleman's Magazine de 1745. A fonte deste verso era de um artigo posterior sobre a canção, publicada na mesma revista em 1837:
| “ | Lord, grant that Marshal Wade, May by thy mighty aid, Victory bring. May he sedition hush, and like a torrent rush, Rebellious Scots to crush, God save the King. | ” |

O artigo de 1837 e outras fontes deixam claro que este verso não foi usado logo após 1745, e certamente antes que a canção se tornasse aceita como o hino nacional britânico na década de 1780 e 1790. Foi incluída como parte integrante da canção no Oxford Book of Eighteenth Century Verse de 1926, embora erroneamente referencie o "quarto verso" ao artigo da Gentleman's Magazine  de 1745.
No lado oposto, as crenças jacobitas foram demonstradas em um verso alternativo utilizado durante o mesmo período:
| “ | God bless the prince, I pray, Charlie I mean; That Scotland we may see Freed from vile Presbyt'ry, Both George and his Feckie, Ever so, Amen. | ” |

Em maio de 1800, após uma tentativa de assassinar Jorge III no teatro Drury Lane, o dramaturgo Richard Sheridan imediatamente compôs um verso adicional, que foi cantado o palco na mesma noite:
| “ | From every latent foe From the assassins blow God save the King O'er him Thine arm extend For Britain's sake defend Our father, king, and friend God save the King! | ” |

Várias outras tentativas foram feitas durante os séculos XVIII e XIX para adicionar versos para comemorar determinados eventos reais ou nacionais. Por exemplo, de acordo com Fitzroy Maclean, quando as forças jacobitas passaram pelas forças do general Wade e chegaram em Derby, mas depois recuaram e quando sua guarnição no Castelo Carlisle se rendeu para um exército do governo liderado pelo filho do Rei Jorge, o Duque de Cumberland, outro verso foi adicionado. Outros  versos de curta popularidade eram notavelmente antifranceses, tal como o seguinte, citado no Handel por Edward J. Dent:
| “ | From France and Pretender Great Britain defend her, Foes let them fall; From foreign slavery, Priests and their knavery, And Popish Reverie, God save us all. | ” |

No entanto, nenhum destes versos adicionais sobreviveram até o século XX. Versos atualizados "completos", incluindo versões de versos adicionais foram publicados mais recentemente, incluindo o padrão de três versos, o quarto verso de Hickson, o verso de Sheridan e o verso do Marechal Wade.

### Execução no Reino Unido

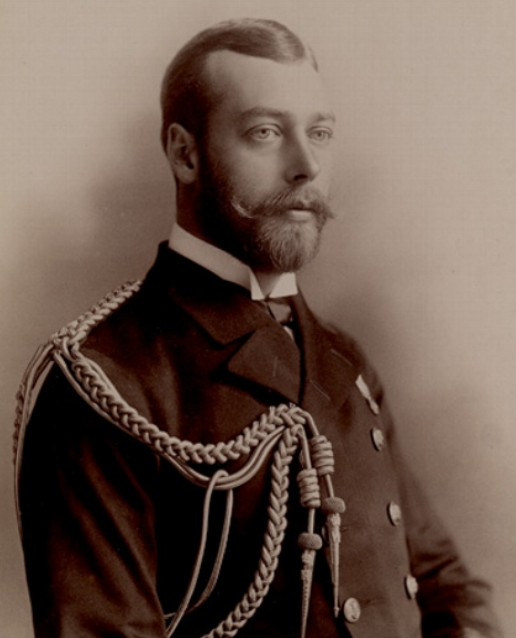
O rei Jorge V em 1910.

A forma mais comumente ouvida em apresentações oficiais foi proposta como a "interpretação correta" pelo rei Jorge V, o qual, com um toque de humor britânico, considerava-se a si mesmo como um especialista em se tratando da canção, em conta ao número de vezes que ele a tinha ouvido. Por conseguinte, uma ordem do Exército Britânico foi emitida em 1933, estabelecendo regras para o tempo, dinâmica e orquestração da música. Estas instruções incluíam, entre outros elementos, o rufar dos tambores para marcar o início da execução.
A rainha Elizabeth II se abstinha de cantar quando era tocado em sua presença, visto que o hino era prestado em sua homenagem.
Até à última parte do século XX, os frequentadores de teatro e de concertos, em tese, deveriam permanecer enquanto o hino era tocado após a conclusão de um espetáculo. Nos cinemas, isto gerou um costume de a audiência sair correndo da sala enquanto os créditos finais eram rodados para evitar esta formalidade de permanecer até que o hino fosse finalizado.
O hino continua a ser tocado em alguns eventos tradicionais, como o Torneio de Wimbledon, Royal Ascot, Henley Royal Regatta e nos concertos The Proms.
O hino geralmente é tocado antes da Mensagem de Natal da rainha, (embora, em 2007, tenha aparecido no final, tirado de uma gravação de um programa de televisão de 1957), e importantes anúncios reais, como o de mortes reais, quando é tocado em um ritmo mais lento, com um arranjo sombrio.

### Outros Hinos dos Países Britânicos e Uso Esportivo
Nos esportes em que o Reino Unido concorre como uma nação, mais notadamente como Grã-Bretanha nos Jogos Olímpicos, God Save the King é usado para representar qualquer pessoa ou equipe do Reino Unido.
A Inglaterra (enquanto distinta do Reino Unido, que abrange Inglaterra, Escócia, País de Gales e Irlanda do Norte) não tem nenhum hino nacional oficial próprio, por isso "God Save the King" é tratado como o hino nacional inglês quando a Inglaterra é representada em eventos esportivos (apesar de existirem algumas exceções a esta regra). Há um movimento para estabelecer um hino nacional inglês, com a canção "Jerusalem", de William Blake e Hubert Parry, e "Land of Hope and Glory", composta por Edward Elgar.
Escócia e Gales têm seus hinos próprios para eventos políticos e nacionais e para uso a nível internacional para futebol, rugby e outros esportes em que essas nações competem de forma independente. Em todas estas ocasiões o hino nacional do País de Gales é "Hen Wlad Fy Nhadau" (“Terra de meus pais”). A Escócia não tinha nenhum hino próprio, porém "Scotland the Brave" foi tradicionalmente usado até a década de 1990, quando "Flower of Scotland" foi adotado. Na Irlanda do Norte, God Save the King ainda é usado como hino oficial.
Desde 2003, em Jogos da Commonwealth, God Save the King não mais é utilizado para representar a Grã-Bretanha e Irlanda do Norte, porque também remete inclusivamente aos outros Reinos da Comunidade de Nações. Assim, os atletas da Irlanda do Norte recebem suas medalhas de ouro ao som de "Londonderry Air", popularmente conhecida como "Danny Boy". Em 2006, os vencedores ingleses ouviram a composição de Elgar, Pomp and Circumstance Marches, geralmente conhecida como "Land of Hope and Glory", mas depois de uma pesquisa conduzida pelo Conselho da organização dos jogos antes de 2010, "Jerusalem" foi adotado como novo hino da Inglaterra nos Jogos da Commonwealth.
Frequentemente, quando um hino é necessário para um dos países componentes do Reino Unido em um evento esportivo internacional, uma música alternativa é utilizada:
- A Inglaterra geralmente usa "God Save the King", mas "Jerusalem", "Rule, Britannia!" e "Land of Hope and Glory" também são usadas.[43][44]
  - Nos jogos internacionais de Test cricket, o time inglês tem utilizado “Jerusalem” desde 2004.[45]
  - Nos jogos internacionais do time de rugby usa-se tanto "God Save the King" como "Jerusalem".[46]
  - Nos jogos internacionais de futebol é usado "God Save the King".[47]
  - Nos jogos da Commonwealth Games, a Inglaterra usa "Jerusalem" como seu hino de vitória.[48]
- A Escócia usa "Flower of Scotland" como seu hino para a maioria dos eventos esportivos.[49]
- Gales usa Hen Wlad Fy Nhadau ("Land of My Fathers") para eventos governamentais e esportivos. Todavia, em ocasiões oficiais, em especial relacionados com a monarquia, "God Save the King" é usado.[50]
- A Irlanda do Norte usa "God Save the King" como seu hino, embora use "Londonderry Air" como canção de vitória nos jogos da comunidade britânica.[51]
- O time British and Irish Lions de rugby usaram "The Power of Four", mas tal hino foi utilizado apenas para turnê de 2005, não sendo usado novamente.[52]

Em abril de 2007, houve uma moção dentro do parlamento a propor que deveria haver um hino para a Inglaterra em separado. O autor propôs que a nova canção deveria ser mais profunda que “God Save the King”, não utilizando mais a palavra “Deus”, porém a proposta foi rejeitada.

## Uso em outros Reinos da Comunidade
"God Save the Queen/King" passou a ser utilizado em todo o mundo devido à expansão do Império Britânico, servindo como hino nacional de cada território que integrava o império. Durante a transformação histórica do império na Comunidade de Nações, a canção caiu em uso na maioria dos estados que se tornaram independentes. Em alguns países, porém, permanece como um dos hinos nacionais, como na Nova Zelândia, ou como um hino real, como é o caso da Austrália, Canadá, Jamaica, e Tuvalu, e nos demais Reinos da Commowealth, sendo tocado em eventos e cerimônias formais envolvendo a realeza ou a vice-realeza, isto é, o governador-geral do respectivo país.

### Austrália
Na Austrália, a canção tornou-se oficial através de uma proclamação real emitida pelo governador-geral Sir Ninian Stephen em 19 de abril de 1984.  Declarou que "God Save the King" deveria ser o Hino Real e que seria tocado quando o monarca australiano ou um membro da família real estivesse presente, embora não exclusivamente em tais circunstâncias.

### Canadá
No Canadá, "God Save the King" é o hino real do país. Foi adotado como tal, não por estatuto ou proclamação (assim não tem "nenhum status legal no Canadá"), mas por meio de convenção, e às vezes é tocado ou cantado juntamente com o hino nacional, "O Canada", em eventos públicos e privados organizados por grupos como o Governo do Canadá, a Royal Canadian Legion, serviços policiais e grupos de lealdade monárquica.

Brasão de Armas de Sua Majestade Canadense

"God Save the King", tem sido cantado no Canadá desde o final de 1700, e em meados do século XX foi, juntamente com "O Canada", um dos dois hinos nacionais de facto do país, tendo sido seguida o padrão britânico de execução. Estatutos e práticas que regulam o uso da música durante eventos públicos em municípios variam; em Toronto, "God Save the King" foi empregado, enquanto que em Montreal o usado é "O Canada". O primeiro-ministro Lester B. Pearson, em 1964, disse que uma canção teria de ser escolhida como hino nacional do país e, três anos depois, ele aconselhou o governador-geral do Canadá, Georges Vanier, a criar uma Comissão Especial Conjunta do Senado do Canadá e da Câmara dos Comuns  sobre o hino nacional e real. Dentro de dois meses, em 12 de abril de 1967, a comissão apresentou a sua conclusão de que "God Save the King", cuja letra e música estavam em domínio público, deveria ser designada como o hino real do Canadá e que "O Canada" como o hino nacional; um verso de cada tocado nas duas línguas oficiais, a ser aprovada pelo Parlamento. O grupo foi então encarregado de estabelecer letras oficiais para cada canção, para "God Save the King", as palavras inglesas foram adotadas iguais as usadas no Reino Unido, e as palavras francesas foram extraídas das que haviam sido utilizadas na coroação da Rainha Isabel II. Quando o projeto de lei apontou "O Canada" como o hino nacional e foi aprovado pelo parlamento, as recomendações anteriores do comitê misto para "God Save the King" não foram incluídos.
O Departamento de Defesa Nacional do Canadá e as Forças Armadas Canadenses regulam que "God Save the King" deve ser tocado para saudar o monarca e outros membros da família real canadense, embora também possa ser usado como um hino, ou oração. As palavras não devem ser cantadas quando a canção é tocada como uma saudação militar real e é abreviada para as três primeiras linhas enquanto a armada está sendo apresentada. A rainha Isabel II estipulou que o arranjo em G maior do Tenente coronel Basil H. Brown deveria ser utilizada no Canada.

#### Letras no Canada
O primeiro verso de "God Save the Queen" foi traduzido para língua francesa, como a seguir:
| “ | Dieu protège la reine De sa main souveraine ! Vive la reine ! Qu'un règne glorieux, Long et victorieux Rende son peuple heureux. Vive la reine ! | ” |

Existe uma versão canadense especial em inglês que foi muito popular com a adição de mais dois versos:
| “ | Our lovèd Dominion bless With peace and happiness From shore to shore; And let our Empire be United, loyal, free, True to herself and Thee For evermore. | ” |

Modernamente, no entanto, nas raras ocasiões em que dois versos do hino real são cantados, é quase sempre cantado no Canadá a mesma forma com que é cantado no Reino Unido, com o terceiro verso ("Thy choicest gifts in store", etc.), cantado como segundo verso.

Brasão de Armas de Sua Majestade Neozelandesa

### Nova Zelândia
“God Save the King" foi o hino nacional único até 1977, quando "God Defend New Zealand"  foi adicionado como um segundo a ser cantado. "God Save the King" é agora mais frequentemente tocado apenas quando o Soberano, o Governador-Geral da Nova Zelândia  ou outros membros da família real estão presentes, ou em certas ocasiões, como o Anzac Day.
Na Nova Zelândia, o segundo verso mais militarista é às vezes substituído com o verso de Hickson de "Nor in this land alone..." (muitas vezes cantado como "'Not' in this land alone"), também conhecido como "verso Commonwealth".

### Rodésia
Quando a Rodésia emitiu o sua declaração unilateral de Independência da Grã-Bretanha em 11 de novembro de 1965, fê-lo mantendo a lealdade à rainha Isabel II como chefe de Estado Rodesiano, apesar do não reconhecimento do governo novo governo pela Grã-Bretanha e pelas Nações Unidas; "God Save the King" permaneceu, portanto, como hino nacional da Rodésia. Isso era usado para demonstrar a lealdade continuada das pessoas rodesianas ao monarca, mas a retenção na Rodésia de uma canção tão associada com a Grã-Bretanha enquanto os dois países estavam em desacordo quanto ao seu status constitucional deu ao hino em ocasiões "um tom levemente irônico", nas palavras do jornal londrino Times. No entanto, "God Save the King" permaneceu hino nacional da Rodésia até março de 1970, quando o país declarou-se formalmente uma república. "Rise, O Voices of Rhodesia" foi adotado até que o país voltou ao controle britânico em dezembro de 1979. Desde o reconhecimento internacional da independência da República do Zimbabwe em Abril de 1980, "God Save the King" perdeu seu status oficial.

## Uso em outros locais
"God Save the King" foi a primeira música a ser usada como um hino nacional, embora o hino dos Países Baixos, Het Wilhelmus, seja mais antigo. O seu sucesso levou a uma série de imitações, nomeadamente na França e, mais tarde, na Alemanha. Ambos encomendaram suas próprias músicas para ajudar a construir uma identidade concreta nacional. O primeiro hino nacional alemão usou a melodia de "God Save the King" com as palavras alteradas para Heil dir im Siegerkranz, sendo  cantado no mesmo ritmo da versão do Reino Unido. A música foi usada ou adotada oficialmente como o hino nacional para vários outros países, incluindo os da Rússia (Molitva Russkikh, até 1833) da Suíça (Rufst Du, mein Vaterland ou Ô monts indépendants, até 1961).
"God Save the King" foi usado como o hino nacional do Reino do Havaí antes de 1860, e de 1860 até 1886 o hino nacional "E Ola Ke Alii Ke Akua" foi definido com a mesma melodia.
A melodia é usada no hino patriótico "My Country, 'Tis of Thee"; as letras dos quais foram escritas por Samuel Francis Smith em 1831. A música é muitas vezes citada - ao lado de "Hail, Columbia" - como um hino nacional “de facto” para os Estados Unidos antes da adoção de jure de "The Star-Spangled Banner" em 1930.
Também está no hino real da Noruega, intitulado Kongesangen:
| “ | Gud sign vår konge god! Sign ham med kraft og mod sign hjem og slott! Lys for ham ved din Ånd, knytt med din sterke hånd hellige troskapsbånd om folk og drott! | ” |

| “ | Høyt sverger Norges mann hver i sitt kall, sin stand, troskap sin drott. Trofast i liv og død, tapper i krig og nød, alltid vårt Norge lød Gud og sin drott. | ” |

| “ | God bless our gracious king! Bless him with strength and courage, bless home and castle! Guide him with Your Spirit, tie with Your strong Hand holy bands of allegiance around people and sovereign! | ” |

| “ | Loudly swear men of Norway each in his calling, his station, loyalty to the sovereign. Loyal in life and death, courageous in war and need, always our Norway obeyed God and its sovereign. | ” |

Foi o hino real sueco entre 1805 e 1880, intitulado como "Bevare Gud vår kung".
A música - que estava em uso no hino nacional suíço Rufst du, mein Vaterland até 1961- ainda é usado como o hino nacional de Liechtenstein, Oben am Rhein jungen. A mesma música foi tocada duas vezes, durante as classificatórias da Euro 96,quando houve o jogo da Irlanda do Norte e Liechtenstein, do mesmo modo quando houve o jogo entre a Inglaterra e Liechtenstein na Euro 2004.Quando acontecem jogos entre Inglaterra e Irlanda do Norte,o hino é tocado apenas uma vez.
A melodia de "God Save the King" tem sido, e continua a ser, usado como um hino por igrejas cristãs em vários países. As Igrejas Metodistas Unidas do sul dos Estados Unidos, México e América Latina, entre outras denominações (geralmente protestante), tocam a mesma melodia como um hino. O hino cristão "Glory to God on High" é freqüentemente cantado no mesmo ritmo, assim como uma música alternativa que se encaixa com as letras. Note também que na Igreja Protestante da Coreia a canção é cantada sobre o nome de "Since I Have My Retreat".

## Adaptações musicais
No Brasil, a melodia de God Save the King aparece por duas vezes no hinário Cantor Cristão, que é um dos hinários oficiais da tradicional Igreja Batista.

### Compositores clássicos
Cerca de 140 compositores, incluindo Beethoven, Haydn, Clementi, J.C.Bach, Liszt, Brahms, Carl Maria von Weber, Niccolò Paganini, Johann Strauss I, e Edward Elgar usaram a melodia em suas composições.
Ludwig van Beethoven compôs um conjunto de sete variações de piano na chave C maior com o tema de "God Save the King", catalogado como WoO 0,78 (1802-1803). Além disso, também cita em sua "sinfonia de batalha" Wellington's Victory.

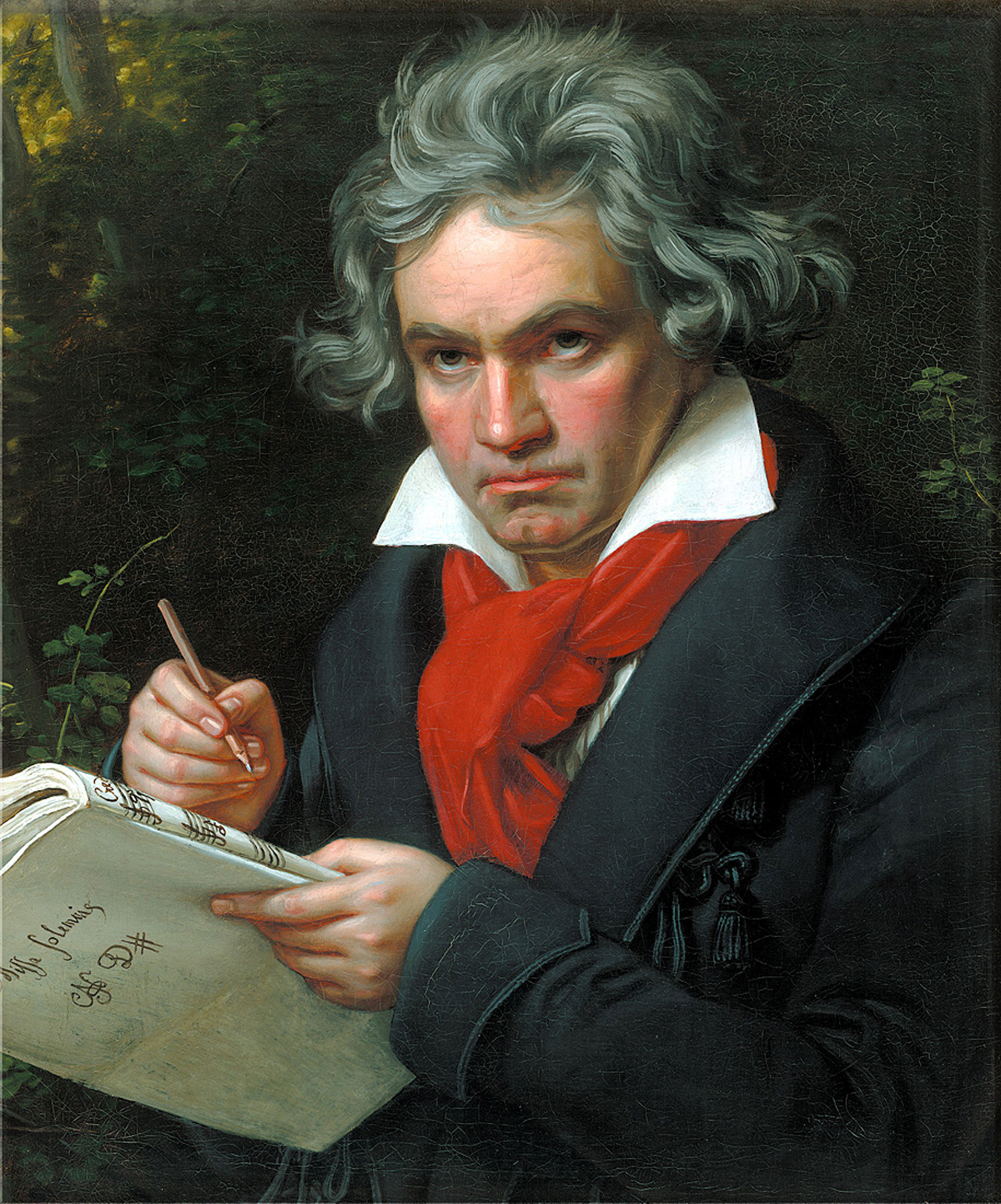
Beethoven em 1820

Muzio Clementi usou o tema de "God Save the King" em sua sinfonia nº 3 em Sol maior, apelidada de "Grande Sinfonia Nacional" (Great National Symphony), catalogada como WoO 34. Clementi pagou um alto tributo à sua pátria adotiva, o Reino Unido, onde cresceu e passou a maior parte de sua vida. A sinfonia, composta entre 1816 e 1824, alude ao hino já no início da obra, como também no segundo movimento, e o anuncia ao final por meio de trombones.
Johann Christian Bach compôs um conjunto de variações em cima de "God Save the King" para o final de seu sexto concerto de piano (Op.1), escrito por volta de 1763.
Joseph Haydn ficou impressionado com o uso de "God Save the King" como um hino nacional durante sua visita a Londres em 1794, e em seu retorno à Áustria escreveu uma música para o hino nacional, a Gott erhalte Franz den Kaiser ("Deus salve o Imperador Francisco"), para o aniversário do Imperador Francisco da Áustria.
A melodia de "God Save the King" foi posteriormente adotada no hino nacional prussiano, Heil dir im Siegerkranz.
Franz Liszt escreveu uma paráfrase em piano do hino (S.259 no catálogo oficial, c. 1841).
Johann Strauss I citou God Save the King  na íntegra, no final de sua valsa Huldigung der Königin Victoria von Grossbritannien ("Homenagem a rainha Vitória da Grã-Bretanha") Op. 103, onde também citou Rule, Britannia! Na íntegra, no início da peça.
Siegfried August Mahlmann no início do século XIX escreveu letras alternativas para adaptar o hino para o Reino da Saxônia, como "Gott segne Sachsenland" ("God Save Saxony").
Gaetano Donizetti usou este hino em sua ópera "Roberto Devereux".
Joachim Raff usou este hino em seu Jubelouverture, Opus 103 (1864) dedicado à Adolf, Herzogs von Nassau no 25º aniversário do seu reinado.
Gioachino Rossini usou este hino na última cena de sua "Il viaggio a Reims", quando todos os personagens, provenientes de muitos países europeus, cantam uma canção que lembra sua própria pátria. Lorde Sidney, baixo, canta "Della real pianta" sobre as notas de "God save the King". Samuel Ramey utilizou para interpolar um espetacular virtuoso cadenza no final da canção.
Fernando Sor usou o hino em seus 12 Estudos, op. 6: No. 10 em C Maior na seção marcada "Maestoso”.
Arthur Sullivan cita o hino no final do seu ballet Victoria and Merrie England.
Claude Debussy abre com uma breve introdução de God Save the King em uma de seus prelúdios,Hommage à S. Pickwick Esq. P.P.M.P.C..
Niccolò Paganini escreveu um conjunto de variações altamente virtuosísticas em "God Save the King" como seu Opus 9.
Max Reger escreveu "Variations and Fugue on 'Heil dir im Siegerkranz' (God Save the King)" para órgão em 1901, após a morte da Rainha Vitória. Não possui um número de opus.
Uma semana antes da Ode Coroação estava previsto para ser lançado em junho de 1902 “Coronation Gala Concert” em Covent Garden (foi cancelado, devido a doença do rei); Sir Edward Elgar introduziu um arranjo de Land of Hope and Glory como uma música solo realizada por Clara Butt em um “Coronation Concert” no Albert Hall.
Novello aproveitou o patriotismo vigente e solicitou que Elgar organizasse o hino nacional como uma abertura apropriada para um concerto em frente a um Tribunal de numerosos dignitários britânicos e estrangeiros. Esta versão para orquestra e coro, que é animada pelo uso de uma capella e efeitos Marcato, também foi realizada na abertura da Exposição do Império Britânico em Wembley, no dia de São Jorge, de 1924, e gravou sob a batuta do compositor em 1928, com o LSO e o coro da Filarmônica.
Elgar também usou o primeiro verso do hino como o clímax de "Civic Procession and Anthem", escrito para acompanhar a procissão principal na abertura do Festival de Música Hereford em 4 de Setembro de 1927. Esta apresentação da estreia foi gravada, e é hoje disponível em CD, o escore foi perdido após o festival, e Elgar recorreu à reconstrução de ouvido da gravação.
Carl Maria von Weber usa o "God Save the King" no final de sua "Overture Jubel".
Giuseppe Verdi, incluiu "God Save the King" em seu "Inno delle Nazioni" (Hino das Nações), composta para a Exposição Internacional de Londres de 1862.
Charles Ives escreveu Variations on "America" para órgão, em 1891, na idade de 17. Ele incluía uma seção politonal em três chaves simultâneas, embora este tenha omitido das apresentações a pedido de seu pai, porque "fazia os meninos rirem em voz alta". Ives gostava da linha pedal rápida na variação final, o que ele afirmou ser "divertido, quase tanto como jogar beisebol". A peça não foi publicada até 1949; a versão final inclui uma introdução, sete variações e um interlúdio politonal. A peça foi adaptada para orquestra em 1963 por William Schuman. Essa versão se tornou popular durante as comemorações do bicentenário, e muitas vezes é ouvida em shows de música pop.

### Adaptações de Rock
A banda de rock britânica Family sampleou "God Save The Queen" no final de seu álbum de estréia de 1968, Music in a Doll's House, após a última faixa, "3 x Time".
The Beatles realizaram uma versão improvisada de "God Save the Queen" durante o seu concerto no terraço de 30 de janeiro de 1969, em cima do prédio da Apple.
Jimi Hendrix no seu The Jimi Hendrix Experience teve uma versão improvisada de "God Save the Queen" para abrir seu set no Isle of Wight Festival de 1970. Pouco antes de entrar no palco, pode ser visto (no DVD) e ouvido perguntar: "Isso pode tocar de novo?", em referência ao dito hino nacional do Reino Unido. Hendrix deu o mesmo tipo de distorção e improvisação de "God Save the Queen", como tinha feito com o hino nacional americano "The Star-Spangled Banner" no Festival Woodstock  em 1969.
Em 1977, a banda Sex Pistols gravou uma canção intitulada "God Save the Queen", em referência aberta ao hino nacional e ao Jubileu de Prata da rainha Isabel II que tiveram suas comemorações naquele ano, com a intenção de simpatizar com a classe trabalhadora e ressentir da monarquia. A canção foi banida, censurada pela grande mídia, mas alcançou a segunda posição nas paradas de singles oficiais do Reino Unido.
A banda de rock Queen gravou uma versão instrumental de "God Save the Queen" em seu álbum de 1975 A Night at the Opera. Foi arranjada pelo guitarrista Brian May e apresenta suas camadas distintas de overdub elétricas. Uma fita de desta versão seria tocado no final de quase todos os concertos, com Freddie Mercury andando pelo palco com uma coroa e um manto de sua turnê Magic Tour em 1986. Em 3 de junho de 2002, durante o jubileu de ouro da rainha, Brian May tocou o hino em sua guitarra para o Party at the Palace, em frente ao Buckingham Palace.